# Siri Arun Budcharern
Siri Arun Budcharern, född 12 januari 2002, är en laotisk simmare.

## Karriär
Budcharern tävlade för Laos vid olympiska sommarspelen 2016 i Rio de Janeiro, där hon blev utslagen i försöksheatet på 50 meter frisim.
I juli 2021 vid OS i Tokyo slutade Budcharern på 64:e plats på 50 meter frisim.